# 大策零敦多布
大策零敦多布（17世纪？—1736年），又作大策凌敦多克、策凌端多克（Цэрэндондог）、策凌端多布，绰罗斯氏。卫拉特蒙古准噶尔汗国将领。
大策凌敦多布是巴图尔珲台吉之孙，僧格、噶尔丹弟布木的儿子。有谋善战，深得策妄阿拉布坦（僧格子）、噶尔丹策零父子倚任。清康熙五十四年（1715年），受策妄阿拉布坦派遣，率军民万人击退俄罗斯沙皇国布赫戈利茨远征军对达布逊淖尔（亚梅什湖，今哈萨克斯坦厄斯克門附近的盐池）地区的侵略。康熙五十六年（1717年），率兵六千，突入西藏，袭杀拉藏汗，夺取藏区政权。次年，在喀喇乌苏（今西藏那曲附近），击败清朝侍卫色楞、总督额伦特所率援兵。康熙五十九年（1720年），清朝平逆将军延信在齐诺郭勒、绰玛喇等地击败准军，他率残众逃回伊犁。雍正九年（1731年）六月，受噶尔丹策零派遣，与小策凌敦多布进犯清军北路，在和通泊（今蒙古国科布多省吉尔格朗图西）大败傅尔丹军。八月，引兵三万攻打喀尔喀。亲自统精兵屯守苏克阿勒达呼，令海伦鄂勒锥、曼济分别掠夺克鲁伦、鄂尔海诸地。被喀尔喀副将军丹津多尔济、额驸策棱等人在鄂登楚勒河附近击败，于是溃退。晚年体弱多病。力主与清朝和睦相处，发展贸易联系，渐失宠，后病故。其子有那木扎勒达什、多尔济达木巴、巴里、达什策凌、巴勒珠尔。